# جان راوتلج
جان راوتلج (انگلیسی: Jon Routledge؛ زادهٔ ۲۳ نوامبر ۱۹۸۹) بازیکن فوتبال اهل انگلستان است.

## باشگاهی
از باشگاه‌هایی که در آن بازی کرده‌است می‌توان به باشگاه فوتبال ویگان اتلتیک، باشگاه فوتبال اوسترشوندس، باشگاه فوتبال دومبارتون، باشگاه فوتبال لیورپول، و باشگاه فوتبال استوک‌پورت کانتی اشاره کرد.